# Операционный усилитель
Операционный усилитель (ОУ; англ. operational amplifier, opamp) — усилитель постоянного тока с дифференциальным входом и, как правило, единственным выходом, имеющий высокий коэффициент усиления. ОУ почти всегда используются в схемах с глубокой отрицательной обратной связью, которая, благодаря высокому коэффициенту усиления ОУ, полностью определяет коэффициент усиления/передачи полученной схемы.
В настоящее время ОУ получили широкое применение, как в виде отдельных чипов, так и в виде функциональных блоков в составе более сложных интегральных схем. Такая популярность обусловлена тем, что ОУ является универсальным блоком с характеристиками, близкими к идеальным, на основе которого можно построить множество различных электронных узлов.

## История
Операционный усилитель изначально был спроектирован для выполнения математических операций (отсюда его название), путём использования напряжения как аналоговой величины. Такой подход лежит в основе аналоговых компьютеров, в которых ОУ использовались для моделирования базовых математических операций (сложение, вычитание, интегрирование, дифференцирование и т. д.). Однако идеальный ОУ является многофункциональным схемотехническим решением, он имеет множество применений помимо математических операций. Реальные ОУ, основанные на транзисторах, электронных лампах или иных активных компонентах, выполненные в виде дискретных или интегральных схем, являются приближением к идеальным.
Первые промышленные ламповые ОУ (1940-е годы) выполнялись на паре двойных триодов, в том числе в виде отдельных конструктивных сборок в корпусах с октальным цоколем. В 1963 году Роберт Видлар (инженер фирмы «Fairchild Semiconductor») спроектировал первый ОУ интегральный схемы — интегральный ОУ. Этим ОУ стал μA702. При цене в 300 долларов прибор, содержавший 9 транзисторов, использовался только в военной электронике. Первый общедоступный интегральный ОУ — μA709, — также спроектированный Видларом, был выпущен в 1965 году. Вскоре после выпуска его цена упала ниже 10 долларов, что было всё ещё слишком дорого для бытового применения, но вполне доступно для массовой промышленной автоматики и т. п. гражданского применения.
В 1967 году фирма «National Semiconductor», куда перешёл работать Видлар, выпустила интегральный ОУ LM101 (L — линейный, M — в монолитном кристалле), а в 1968 году фирма Fairchild выпустила ОУ, практически идентичный μA741 — первый ОУ со встроенной частотной коррекцией. ОУ LM101/μA741 был более стабилен и прост в использовании, чем предшественники. Многие производители до сих пор выпускают версии этого классического чипа (их можно узнать по числу «741» в индексах моделей). Позднее были разработаны ОУ и на иной элементной базе — на полевых транзисторах с p-n переходом (конец 1970-х годов) и с изолированным затвором (начало 1980-х годов), что позволило существенно улучшить ряд характеристик. Многие из более современных ОУ могут быть установлены в схемы, спроектированные для 741 без каких-либо доработок, при этом характеристики схемы только улучшатся.
Применение ОУ в электронике чрезвычайно широко. ОУ, вероятно, наиболее часто встречающийся элемент в аналоговой схемотехнике. Добавление лишь нескольких внешних компонентов делает из ОУ конкретную схему аналоговой обработки сигналов. Многие стандартные ОУ сто́ят всего несколько центов в крупных партиях (1000 шт), но усилители с нестандартными характеристиками (в интегральном или дискретном исполнении) могут стоить 100$ и выше.

## Обозначения
На рисунке показано схематичное изображение операционного усилителя. Выводы имеют следующие значения:
- {\displaystyle V_{\mathrm {+} }} — неинвертирующий вход;
- V− — инвертирующий вход;
- Vout — выход;
- VS+ — плюс источника питания (также может обозначаться как {\displaystyle V_{\mathrm {DD} }}, {\displaystyle V_{\mathrm {CC} }} или {\displaystyle V_{\mathrm {CC+} }});
- VS− — минус источника питания (также может обозначаться как {\displaystyle V_{\mathrm {SS} }}, {\displaystyle V_{\mathrm {EE} }} или {\displaystyle V_{\mathrm {CC-} }}).

Указанные пять выводов присутствуют в любом ОУ и необходимы для его функционирования. Однако, существуют операционные усилители, не имеющие неинвертирующего входа. В частности, такие ОУ находят применение в аналоговых вычислительных машинах (АВМ).
ОУ, применяемые в АВМ, принято делить на пять классов, из которых ОУ первого и второго класса имеют только один вход.
Операционные усилители первого класса — усилители высокой точности (УВТ) с одним входом. Предназначены для работы в составе интеграторов, сумматоров, устройств слежения-хранения. Высокий коэффициент усиления, предельно малые значения смещения нуля, входного тока и дрейфа нуля, высокое быстродействие обеспечивают снижение погрешности, вносимой усилителем, ниже 0,01 %.
Операционные усилители второго класса — усилители средней точности (УСТ), имеющие один вход, обладающие меньшим коэффициентом усиления и большими значениями смещения и дрейфа нуля. Эти ОУ предназначены для применения в составе электронных устройств установки коэффициентов, инверторов, электронных переключателей, в функциональных преобразователях, в множительных устройствах.
Помимо этого, некоторые ОУ могут иметь дополнительные выводы, предназначенные, например, для установки тока покоя, частотной коррекции, балансировки или других функций.
Выводы питания (VS+ и VS−) могут быть обозначены по-разному (см. выводы питания интегральных схем). Часто выводы питания не рисуют на схеме, чтобы не загромождать её несущественными деталями, при этом способ подключения этих выводов явно не указывается или считается очевидным (особенно часто это происходит при изображении одного усилителя из микросхемы с четырьмя усилителями с общими выводами питания). При обозначении ОУ на схемах можно менять местами инвертирующий и неинвертирующий входы, если это удобно. Выводы питания, как правило, всегда располагают единственным способом (положительный вверху).

## Основы функционирования

### Питание
В общем случае ОУ использует двухполярное питание, то есть источник питания имеет три вывода со следующими потенциалами:
- U+, к которому подключается VS+;
- 0 (нулевой потенциал);
- U-, к которому подключается VS-.

Вывод источника питания с нулевым потенциалом непосредственно к ОУ обычно не подключается, но, как правило, является сигнальной землёй и используется для создания обратной связи. Часто вместо двухполярного используется более простое однополярное, а общая точка создаётся искусственно или совмещается с отрицательной шиной питания.
ОУ способны работать в широком диапазоне напряжений источников питания, типичное значение для ОУ общего применения от ±1,5 В до ±15 В при двухполярном питании (то есть U+ = 1,5…15 В, U- = −15…-1,5 В, допускается значительный перекос).

### Простейшее включение ОУ
Рассмотрим работу ОУ как отдельного дифференциального усилителя, то есть без включения в рассмотрение каких-либо внешних компонентов. В этом случае ОУ ведёт себя как обычный усилитель с дифференциальным входом, то есть поведение ОУ описывается следующим образом:
| {\displaystyle V_{\mathrm {out} }=(V_{+}-V_{-})\cdot G_{\mathrm {openloop} },} | (1) |

где
- Vout — напряжение на выходе;
- V+ — напряжение на неинвертирующем входе;
- V− —напряжение на инвертирующем входе;
- Gopenloop — коэффициент усиления при разомкнутой петле, то есть собственный коэффициент усиления ОУ, без обратной связи.

Все напряжения считаются относительно общей точки схемы. Рассматриваемый способ включения ОУ (без обратной связи) практически не используется вследствие присущих ему серьёзных недостатков:
- собственный коэффициент усиления нормируется в очень широких пределах и может изменяться в тысячи раз (зависит сильнее всего от частоты сигнала и температуры);
- собственный коэффициент усиления очень велик (типичное значение 106 на постоянном токе) и не поддаётся регулировке;
- точка отсчёта входного и выходного напряжений не поддаётся регулировке.

## Идеальный операционный усилитель
Для того, чтобы рассматривать функционирование ОУ в режиме с обратной связью, необходимо вначале ввести понятие идеального операционного усилителя. Идеальный ОУ является физической абстракцией, то есть не может реально существовать, однако позволяет существенно упростить рассмотрение работы схем на ОУ благодаря использованию простых математических моделей.
Идеальный ОУ описывается формулой (1) и обладает следующими характеристиками:
1. бесконечно большой собственный коэффициент усиления[4];
2. бесконечно большое входное сопротивление входов V- и V+, то есть ток, протекающий через эти входы, равен нулю;
3. нулевое выходное сопротивление выхода ОУ;
4. способность выставить на выходе любое значение напряжения;
5. бесконечно большая скорость нарастания напряжения на выходе ОУ;
6. полоса пропускания от постоянного тока до бесконечности.

Пункты 5 и 6 в действительности следуют из формулы (1), поскольку в неё не входят временны́е задержки и фазовые сдвиги. Из формулы (1) следует, что для поддержания нужного напряжения на выходе необходимо поддерживать следующую разность входных напряжений:
{\displaystyle V_{+}-V_{-}={\frac {V_{\mathrm {out} }}{G_{\mathrm {openloop} }}}}
Так как собственный коэффициент усиления идеального ОУ бесконечно большой, то разность входных напряжений стремится к нулю. Отсюда следует важнейшее свойство идеального ОУ, упрощающее рассмотрение схем с его использованием:
Идеальный ОУ, охваченный отрицательной обратной связью, поддерживает одинаковое напряжение на своих входах
Другими словами, при указанных условиях всегда выполняется равенство:
| {\displaystyle V_{+}-V_{-}=0} | (2) |

Не следует думать, что ОУ выравнивает напряжения на своих входах, подавая напряжение на входы «изнутри». На самом деле ОУ выставляет на выходе такое напряжение, которое через обратную связь подействует на входы таким образом, что разность входных напряжений уменьшится до нуля.
Легко убедиться в справедливости равенства (2). Допустим, (2) нарушено — имеет место небольшая разность напряжений. Тогда входное дифференциальное напряжение, усиленное в ОУ, вызвало бы (вследствие бесконечного коэффициента усиления) бесконечно большое выходное напряжение, которое, в соответствии с определением ООС, ещё уменьшило бы разность входных напряжений. И так до тех пор, пока равенство (2) не будет выполнено. Заметим, что выходное напряжение может быть любым — оно определяется видом обратной связи и входным напряжением.

## Простейшие схемы с обратной связью
Из рассмотрения принципа работы идеального ОУ следует очень простая методика проектирования схем:
Пусть необходимо построить цепь на ОУ с требуемыми свойствами. Требуемые свойства заключаются прежде всего в заданном состоянии выхода (выходное напряжение, выходной ток и т. д.), которое, возможно, зависит от какого-либо входного воздействия.

Для создания схемы нужно подключить к ОУ такую обратную связь, чтобы при требуемом выходном состоянии достигалось равенство напряжений на входах ОУ (инвертирующем и неинвертирующем), а обратная связь была бы отрицательной.
Таким образом, требуемое состояние системы будет устойчивым состоянием равновесия, и система будет в нём находиться неограниченно долго. Пользуясь этим упрощённым подходом, несложно получить простейшую схему неинвертирующего усилителя.
От усилителя требуется наличие на выходе напряжения, отличающегося от входного в {\displaystyle K} раз, то есть {\displaystyle U_{\text{out}}=U_{\text{in}}\cdot K}. В соответствии с приведённой выше методикой подадим на неинвертирующий вход ОУ сам входной сигнал, а на инвертирующий — часть выходного сигнала с резистивного делителя.
Расчёт реального коэффициента усиления для идеального (или реального, но который можно с определёнными допущениями считать идеальным) усилителя очень прост. Заметим, что в том случае, когда усилитель находится в состоянии равновесия, напряжения на его входах можно считать одинаковыми. Исходя из этого следует, что падение напряжения на резисторе {\displaystyle R_{1}} равно {\displaystyle V_{\text{in}}}, а на всём делителе сопротивлением {\displaystyle R_{1}+R_{2}}, падает {\displaystyle V_{\text{out}}}. Заметим, что, поскольку входное сопротивление операционного усилителя очень велико, то током, поступающим на инвертирующий (−) вход усилителя, можно пренебречь, и ток, протекающий через резисторы делителя, можно принять одинаковым. Ток через {\displaystyle R_{1}} равен {\displaystyle I_{R_{1}}={\frac {V_{\text{in}}}{R_{1}}},} а через весь делитель — {\displaystyle I_{R_{1}+R_{2}}={\frac {V_{\text{out}}}{R_{1}+R_{2}}}.}
Таким образом:
{\displaystyle I_{R_{1}}=I_{R_{1}+R_{2}}.}
Откуда:
{\displaystyle {\frac {V_{\text{in}}}{R_{1}}}={\frac {V_{\text{out}}}{R_{1}+R_{2}}};}
{\displaystyle V_{\text{out}}=V_{\text{in}}\cdot {\frac {R_{1}+R_{2}}{R_{1}}}=V_{\text{in}}\cdot \left(1+{\frac {R_{2}}{R_{1}}}\right).}
Можно рассуждать немного проще, сразу заметив, что {\displaystyle {\frac {V_{\text{out}}}{V_{\text{in}}}}={\frac {R_{1}+R_{2}}{R_{1}}}.}
В неинвертирующей схеме включения коэффициент усиления напряжения всегда больше или равен 1, вне зависимости от сопротивлений используемых резисторов. Если сопротивление {\displaystyle R_{2}} равно нулю, то мы получаем неинвертирующий повторитель напряжения, имеющий коэффициент усиления напряжения 1.
А поскольку:
{\displaystyle \forall n\in \mathbb {R} ^{+}\lim _{n\to \infty }{\frac {0}{n}}=0,}
то сопротивление {\displaystyle R_{1}} можно исключить, т. е. приняв его равным бесконечности.
Таким образом, коэффициент передачи усилителя, построенного на ОУ с достаточно большим коэффициентом усиления при разомкнутой обратной связи усилением, практически зависит только от параметров подключённой обратной связи. Это полезное свойство позволяет проектировать системы с очень стабильным коэффициентом передачи, необходимым, например, при измерениях и обработке сигналов.
Для операционного усилителя, включенного по инвертирующей схеме, расчёт при принятых допущениях тоже прост. Следует заметить, что напряжение в средней точке делителя, а именно на инвертирующем входе (−) усилителя равно 0 (так называемая виртуальная земля). Отсюда падения напряжения на резисторах равны, соответственно, входному и выходному напряжениям. Токи через эти резисторы тоже можно считать равными, поскольку через инвертирующий вход (−) ток практически отсутствует, как было указано выше.
Отсюда:
{\displaystyle {\frac {V_{\text{in}}}{R_{\text{in}}}}=-{\frac {V_{\text{out}}}{R_{\text{f}}}};}
{\displaystyle V_{\text{out}}=-V_{\text{in}}\cdot {\frac {R_{\text{f}}}{R_{\text{in}}}}.}
В инвертирующей схеме усилителя коэффициент усиления может быть как больше, так и меньше единицы и зависит от сопротивлений резисторов делителя. То есть, усилитель может использоваться как активный аттенюатор (ослабитель) входного напряжения. Преимуществом этого решения над пассивным аттенюатором заключается в том, что со стороны источника сигнала аттенюатор на ОУ выглядит как обычный резистор нагрузки, подключенный между входом сигнала и землёй (в данном случае так называемой «виртуальной»), то есть является обычной активной нагрузкой (если пренебречь паразитными ёмкостями и индуктивностями). Это упрощает расчёт влияния нагрузки на источник сигнала и их взаимное согласование.

## Отличия реальных ОУ от идеального
Параметры ОУ, характеризующие его неидеальность, можно разбить на группы:

### Параметры по постоянному току
- Ограниченное усиление: коэффициент Gopenloop не бесконечен (типичное значение 105 ÷ 106 на постоянном токе). Этот эффект заметно проявляется только в случаях, когда коэффициент передачи каскада с ОУ отличается от параметра Gopenloop в небольшое число раз (усиление каскада отличается от Gopenloop на 1÷2 порядка или еще меньше).
- Ненулевой входной ток (или, что почти то же самое, ограниченное входное сопротивление): типичные значения входного тока составляют 10−9 ÷ 10−12 А. Это накладывает ограничения на максимальное значение сопротивлений в цепи обратной связи, а также на возможности согласования по напряжению с источником сигнала. Некоторые ОУ имеют на входе дополнительные цепи для защиты входа от чрезмерного напряжения — эти цепи могут значительно ухудшить входное сопротивление. Поэтому некоторые ОУ выпускаются в защищенной и незащищенной версии.
- Ненулевое выходное сопротивление. Данное ограничение не имеет большого значения на низких частотах или при небольшой ёмкости нагрузки, так как наличие обратной связи эффективно уменьшает выходное сопротивление каскада на ОУ (практически до сколь угодно малых значений).
- Ненулевое напряжение смещения: требование о равенстве входных напряжений в активном состоянии для реальных ОУ выполняется не совсем точно — ОУ стремится поддерживать между своими входами не точно ноль вольт, а некоторое небольшое напряжение (напряжение смещения). Другими словами, реальный ОУ ведет себя как идеальный ОУ, у которого внутри последовательно с одним из входов включен генератор напряжения с ЭДС Uсм. Напряжение смещения — очень важный параметр, он ограничивает точность ОУ, например, при сравнении двух напряжений. Типичные значения Uсм составляют 10-3 ÷ 10-6 В. При работе схемы, в зависимости от внешних условий, таких как температура, напряжение питания, время наработки, напряжение смещения испытывает непредсказуемый дрейф (в приведённых в документации пределах), в том числе со сменой знака. Из-за чего, это смещение не удаётся скомпенсировать подстройкой либо калибровкой, или улучшить иным способом, помимо выбора более точного ОУ.
- Ненулевое усиление синфазного сигнала. Идеальный ОУ усиливает только разницу входных напряжений, сами же напряжения значения не имеют. В реальных ОУ значение входного синфазного напряжения оказывает некоторое влияние на выходное напряжение. Данный эффект определяется параметром коэффициент ослабления синфазного сигнала (КОСС, англ. common-mode rejection ratio, CMRR), который показывает, во сколько раз приращение напряжения на выходе меньше, чем вызвавшее его приращение синфазного напряжения на входе ОУ. Типичные значения: 104 ÷ 106.

### Параметры по переменному току
- Ограниченная полоса пропускания. Любой усилитель имеет конечную полосу пропускания, но фактор полосы не особенно значим для ОУ, поскольку они имеют внутреннюю частотную коррекцию для увеличения запаса по фазе.
- Ненулевая входная ёмкость. Образует паразитный фильтр высоких частот.
- Ненулевая задержка сигнала. Данный параметр, косвенно связанный с ограничением полосы пропускания, может ухудшить действие ООС при повышении рабочих частот.
- Ненулевое время восстановления после насыщения .

### Нелинейные эффекты
- Насыщение — ограничение диапазона возможных значений выходного напряжения. Обычно выходное напряжение не может выйти за пределы напряжения питания. Насыщение имеет место в случае, когда выходное напряжение «должно быть» больше максимального или меньше минимального выходного напряжения. ОУ не может выйти за пределы, и выступающие части выходного сигнала «срезаются» (то есть ограничиваются).

В моменты насыщения усилитель не действует в соответствии с формулой (1), что вызывает отказ в работе ООС и появлению разности напряжений на его входах, что обычно является признаком неисправности схемы (и это легко обнаруживаемый наладчиком признак проблем). Исключение — работа ОУ в режиме компаратора.
- Искажение входного П-образного сигнала при ограниченной скорости нарастания выходного сигнала ОУ. Красная линия — входное напряжение, зелёная линия — выходное напряжение.Ограниченная скорость нарастания. Выходное напряжение ОУ не может измениться мгновенно. Скорость изменения выходного напряжения измеряется в вольтах за микросекунду, типичные значения 1÷100 В/мкс. Параметр обусловлен временем, необходимым для перезаряда внутренних ёмкостей. Ограниченная скорость нарастания выходного напряжения приводит к появлению особого рода динамических искажений сигнала в усилителях на ОУ. Причина их появления состоит в том, что в первый момент после подачи на вход скачка напряжения, отрицательная обратная связь ОУ оказывается разомкнутой, и первый каскад ОУ входит в режим насыщения, обогащая сигнал гармоническими и интермодуляционными искажениями.

### Ограничения тока и напряжения
- Ограниченное выходное напряжение. У любого ОУ потенциал на выходе не может быть выше, чем потенциал положительной шины питания и не может быть ниже, чем потенциал отрицательной шины питания (в случае, если нагрузка отсутствует, или является резистивной и не содержит источник тока). Другими словами, выходное напряжение не может выйти за пределы питающего напряжения. Например, для ОУ opa277 Архивная копия от 10 июля 2007 на Wayback Machine выходное напряжение находится в пределах от VS−+0,5 В до VS+−2 В при сопротивлении нагрузки 10 кОм. Ширина этих «мертвых зон» выходного напряжения, которых выход ОУ не может достичь, зависит от ряда условий (сопротивление нагрузки, направление выходного тока и др.). Существуют ОУ, у которых мертвые зоны минимальны, например, по 50 мВ до шин питания при нагрузке 10 кОм для opa340 Архивная копия от 26 января 2007 на Wayback Machine, эта особенность ОУ называется «rail-to-rail» (от шины до шины).
- Ограниченный выходной ток. Большинство ОУ широкого применения имеют встроенную защиту от превышения выходного тока — типичное значение максимального тока 25 мА. Защита предотвращает перегрев и выход ОУ из строя.

- Ограниченная выходная мощность. Большинство ОУ предназначено для применений, не требовательных к мощности: сопротивление нагрузки не должно быть менее 2 кОм.

## Классификация ОУ

### По типу элементной базы[8]
- На полевых транзисторах
- На биполярных транзисторах
- На баллистических транзисторах
- На электронных лампах

### По области применения
Выпускаемые промышленностью операционные усилители постоянно совершенствуются, параметры ОУ приближаются к идеальным. Однако улучшить все параметры одновременно технически невозможно или нецелесообразно из-за дороговизны полученного чипа. Для того, чтобы расширить область применения ОУ, выпускаются различные их типы, в каждом из которых один или несколько параметров являются выдающимися, а остальные - на обычном уровне (или даже чуть хуже). Это оправдано, так как в зависимости от сферы применения от ОУ требуется высокое значение того или иного параметра, но не всех сразу. Отсюда вытекает классификация ОУ по областям применения.
- Индустриальный стандарт. Так называют широко применяемые, очень дешевые ОУ общего применения со средними характеристиками. Пример «классических» ОУ: с биполярным входом — LM324 Архивная копия от 24 ноября 2006 на Wayback Machine, с полевым входом — TL084 Архивная копия от 13 февраля 2009 на Wayback Machine.
- Прецизионные ОУ имеют очень малые напряжения смещения, применяются в точных измерительных схемах. Обычно ОУ на биполярных транзисторах по этому показателю несколько лучше, чем на полевых. Также от прецизионных ОУ требуется долговременная стабильность параметров. Исключительно малыми смещениями обладают стабилизированные прерыванием ОУ. Примеры: AD707, AD708, с напряжением смещения 30 мкВ, а также новейшие AD8551 Архивная копия от 11 октября 2010 на Wayback Machine с типичным напряжением смещения 1 мкВ.
- С малым входным током (электрометрические) ОУ. Все ОУ, имеющие полевые транзисторы на входе, обладают малым входным током. Но среди них существуют специальные ОУ с исключительно малым входным током. Чтобы полностью реализовать их преимущества, при проектировании устройств с их использованием необходимо даже учитывать утечку тока по печатной плате. Пример: AD549 Архивная копия от 28 января 2007 на Wayback Machine с входным током 6⋅10−14 А.
- Микромощные и программируемые ОУ потребляют малый ток на собственное питание. Такие ОУ не могут быть быстродействующими, так как малый потребляемый ток и высокое быстродействие — взаимоисключающие требования. Программируемыми называются ОУ, для которых все внутренние токи покоя можно задать с помощью внешнего тока, подаваемого на специальный вывод ОУ.
- Мощные (сильноточные) ОУ могут отдавать большой ток в нагрузку, то есть допустимое сопротивление нагрузки меньше стандартных 2 кОм, и может составлять до 50 Ом.
- Низковольтные ОУ работоспособны при напряжении питания 3 В и даже ниже. Как правило, они имеют rail-to-rail выход.
- Высоковольтные ОУ. Все напряжения для них (питания, синфазное входное, максимальное выходное) значительно больше, чем для ОУ широкого применения.
- Быстродействующие ОУ имеют высокую скорость нарастания и частоту единичного усиления. Такие ОУ не могут быть микромощными, и, как правило, выполнены на биполярных транзисторах.
- Малошумящие ОУ.
- Звуковые ОУ. Имеют минимально возможный коэффициент гармоник (THD). Примеры: LM4562 (THD 0,00003 %), OPA2132 (THD 0,00008 %), LME49600 (THD 0,00003 %), AD797 (THD 0,0001 %) и т. п.
- Для однополярного питания. CMOS ОУ обеспечивают выходное напряжение, практически равное напряжению питания (rail-to-rail, R2R), биполярные ОУ — примерно на 1,2 В меньше, что существенно при небольших значениях Ucc.
- Разностные ОУ (англ. Difference Amplifier, не путать с Differential amplifier). Имеют выдающийся коэффициент ослабления синфазного напряжения (англ. CMRR). Измеряют малые напряжения на фоне сильных помех, что характерно, к примеру, для токовых шунтов. Примеры: INA214, INA333.
- ОУ (или точнее, готовые усилительные каскады) с переменным коэффициентом усиления.
- ОУ, специально рассчитанные для работы в качестве компаратора, либо в подобных нелинейных режимах. Имеют средства уменьшения эффектов насыщения. По сравнению с универсальными ОУ, будет выше скорость и точность работы.
- Специализированные ОУ. Обычно разработаны для конкретных задач: например, подключение фотодатчика или магнитной головки ко входу; динамического громкоговорителя к выходу. Могут содержать в себе готовые цепи ООС или отдельные необходимые для этого прецизионные резисторы.

Возможны также комбинации данных категорий, например, прецизионный быстродействующий ОУ.

### Другие классификации
По входным сигналам:
- Обычный двухвходовый ОУ;
- ОУ с тремя входами[9]: третий вход, имеющий коэффициент передачи +1 (для чего используется внутренняя ООС), используется для расширения возможностей ОУ, например, смещение по напряжению выходных сигналов относительно входных, или возможность построения каскада с высоким выходным сопротивлением синфазному сигналу, что напоминает трансформатор с двумя обмотками, однако каскад на AD8132 передаёт и постоянный ток, что трансформатор не может.

По выходным сигналам:
- Обычный ОУ с одним выходом;
- ОУ с дифференциальным выходом[10]

## Использование ОУ в схемотехнике
Использование ОУ как схемотехнического элемента гораздо проще и понятнее, чем оперирование отдельными элементами, его составляющими (транзисторами, резисторами и т. п.). При проектировании устройств на первом (приближённом) этапе операционные усилители можно считать идеальными. Далее для каждого ОУ определяются требования, которые накладывает на него схема, и подбирается ОУ, удовлетворяющий этим требованиям. Если получается, что требования к ОУ слишком жёсткие, то можно частично перепроектировать схему для обхода данной проблемы.

## Области применения
Операционные усилители применяются в следующих устройствах:
- предусилители и буферные усилители звукового и видеочастотного диапазона;
- компараторы напряжения;
- дифференциальные усилители;
- дифференциаторы и интеграторы;
- фильтры;
- выпрямители повышенной точности;
- стабилизаторы напряжения и тока;
- аналоговые вычислители;
- аналого-цифровые преобразователи;
- цифро-аналоговые преобразователи;
- генераторы сигналов;
- преобразователи ток-напряжение и напряжение-ток.
- передача данных и управление линиями связи.